# Luidia magellanica
Luidia magellanica är en sjöstjärneart som beskrevs av Leipoldt 1895. Luidia magellanica ingår i släktet Luidia och familjen sprödsjöstjärnor. Inga underarter finns listade i Catalogue of Life.